# Dov Karmi
Dov Karmi (hebrejsky דב כרמי‎; 1905 v Oděse, Ruské impérium – 14. května 1962 v Tel Avivu, Izrael) byl uznávaný architekt Britského mandátu Palestina a Izraele.

## Životopis

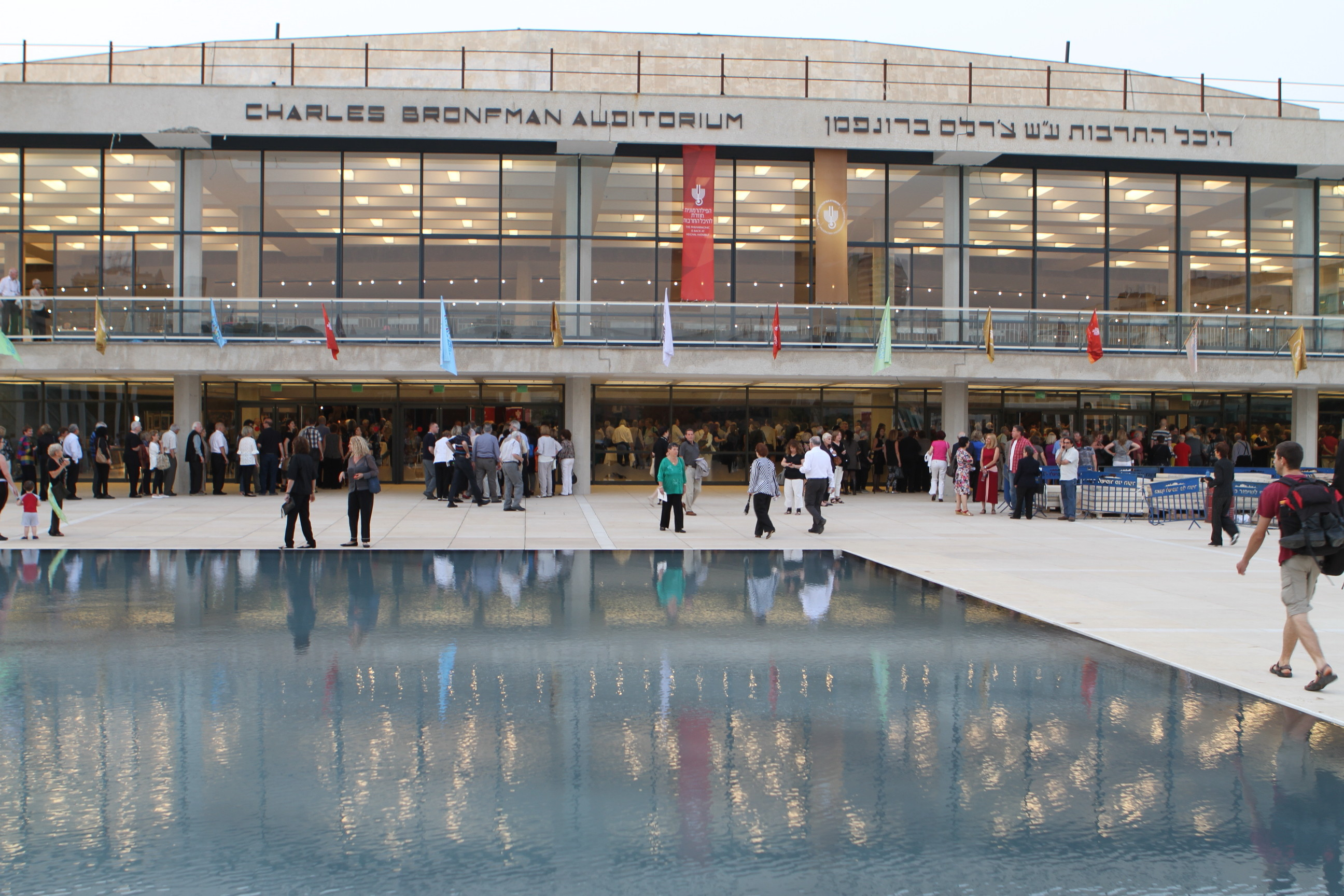
Hejchal ha-Tarbut, Tel Aviv, od Ze'eva Rechtera a Dova Karmi, 1951

Dov Karmi se narodil v roce 1905 jako syn Hannah a Šoloma Weingartenových v Oděse v Ruském impériu (dnešní Ukrajina). V roce 1921 emigrovala rodina do Britské mandátu Palestina, budoucího Státu Izrael.
Původně studoval na Becalelově akademii umění a designu v Jeruzalémě, ale z důvodu jeho přitažlivosti k architektuře odjel do Belgie, kde dokončil studium architektury na Gentské univerzitě.
Dov Karmi spolupracoval s několika dalšími architekty, včetně Ze'eva Rechtera a jeho syna Rama Karmi. Během své profesní kariéry navrhl více než dvě stovky budov nacházejících se převážně v Tel Avivu. Karmiho navrhoval budovy převážně v modernistickém stylu; ovlivnil celou generaci izraelských architektů.
V roce 1957 získal Izraelskou cenu za architekturu, a stal se tak prvním člověkem, který získal tuto cenu v této oblasti.

## Rodina
Karmi se oženil s Hajou Maklev; manželé měli dvě děti, z nichž obě se staly významnými architekty. V roce 2002 získal jeho syn Ram Karmi Izraelskou cenu za architekturu a v roce 2007 získala Izraelskou cenu za architekturu jeho dcera Ada Karmi-Melamede.

## Významné stavby
- Max-Lieblingův dům, Tel Aviv, 1936

- Kulturní centrum Hejchal ha-Tarbut (Auditorium Frederica R. Manna), Tel Aviv, 1957 (společně s Ze'evem Rechterem a Ja'akovem Rechterem)

### Spolupráce
- Kneset (Jeruzalém, 1958–1966) byl postaven podle původního návrhu Ossipa Klarweina s úpravami Šimona Powsnera, Dova a Rama Karmiho, Billa Gillita a podle návrhu interiéru Dory Gad.[3]

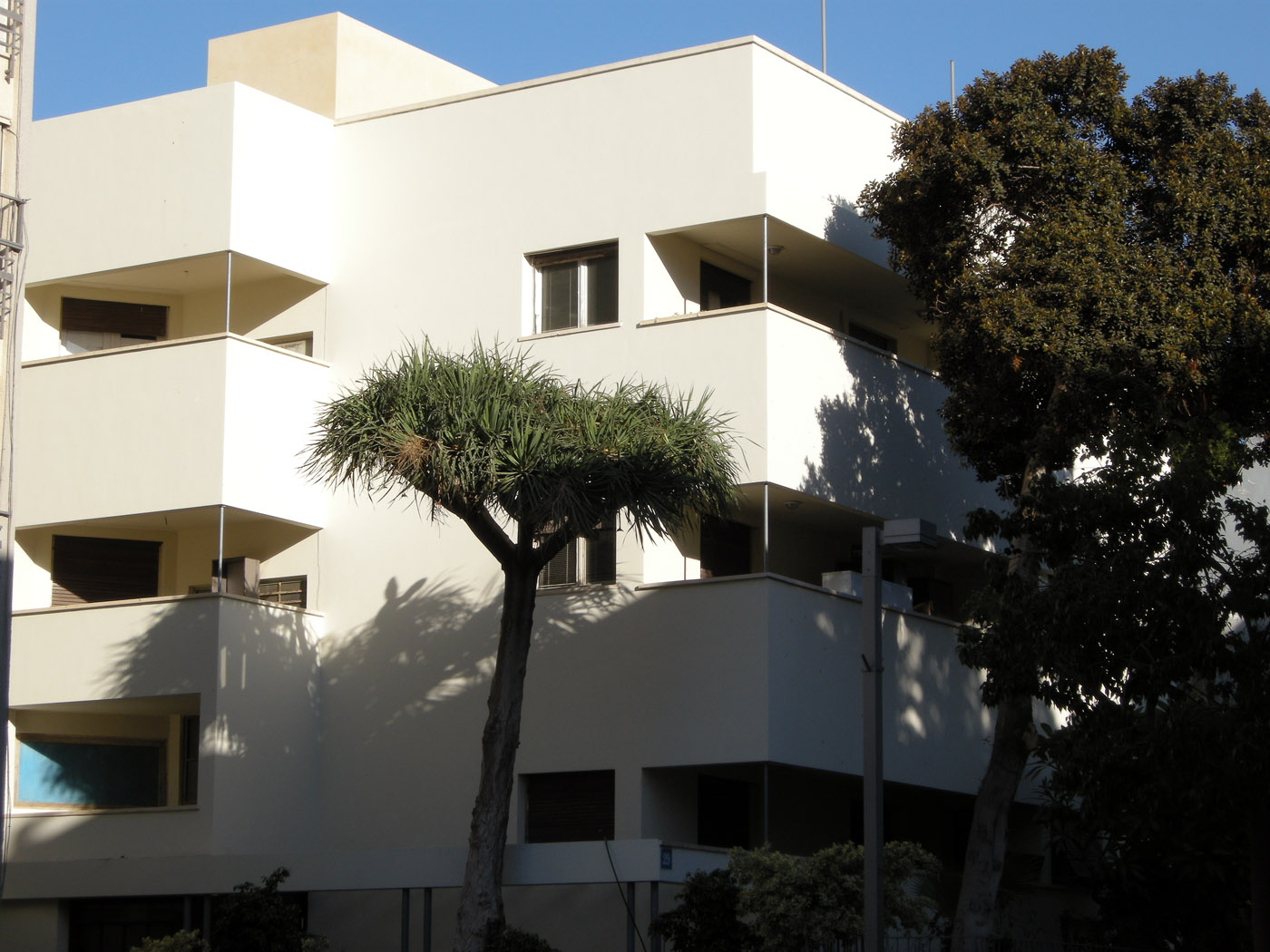
Max-Lieblingův dům